# Championnat du monde de badminton par équipes féminines 2016
Navigation
New Dehli 2014 Bangkok 2018
La 26e édition du championnat du monde de badminton par équipes féminines, appelé également Uber  Cup, a lieu du 15 au 22 mai 2016 à Kunshan en Chine.
Sans surprise, les Chinoises, grandes favorites, remportent le titre en ne laissant que 5 sets sur 56 à leur adversaires au cours de la compétition.

## Localisation de la compétition
Les épreuves se déroulent au Kunshan Sports Centre à Kunshan en Chine.

## Pays qualifiés

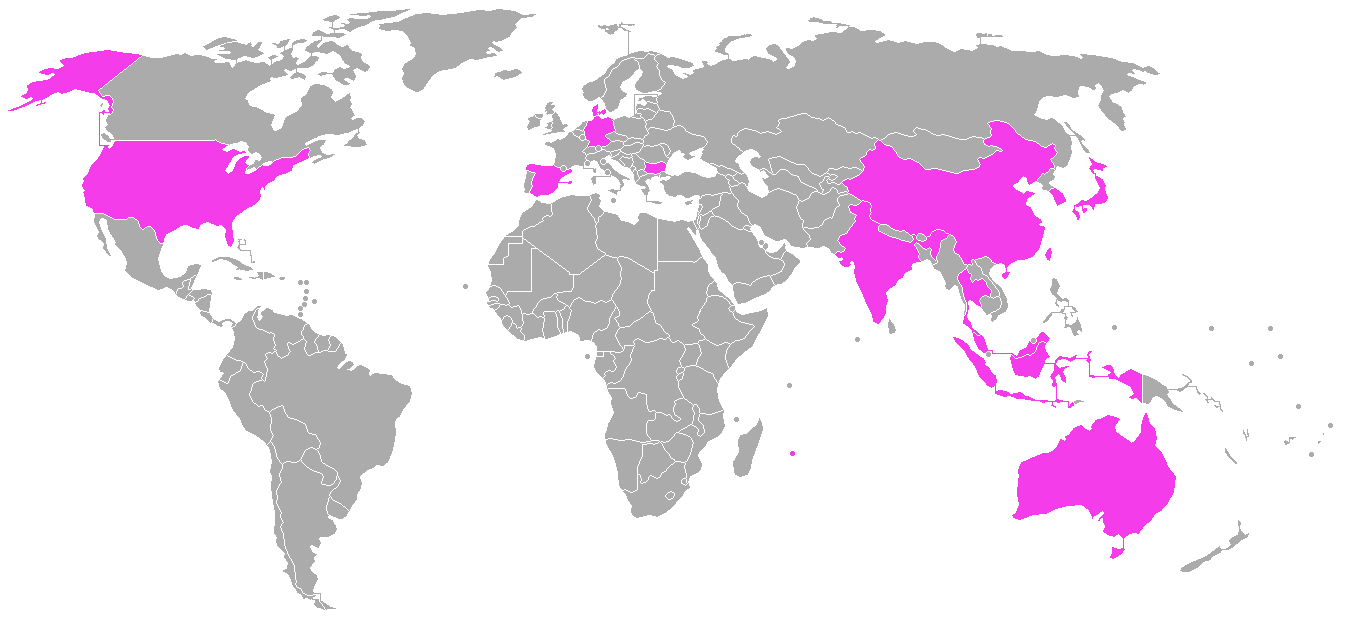
Nations participant à l'Uber Cup 2016.

16 nations participent à la compétition et sont désignées ainsi :
- le tenant du titre et le pays hôte, qualifiés d'office ;
- les 4 demi-finalistes des championnats d'Asie 2016 (en)
- les 4 demi-finalistes des championnats d'Europe 2016 ;
- le champion d'Afrique 2016 ;
- le champion d'Amérique 2016 ;
- le champion d'Océanie 2016 (en) ;
- les 3 nations les mieux classées au classement mondial (au 7 avril 2016[2]), hormis celles ci-dessus ;
- si le tenant du titre et/ou le pays organisateur participent et occupent une place qualificative dans leur tournoi de qualification continental respectif, la ou les deux équipes les mieux classées du même continent sont désignées remplaçants et peuvent participer.

| Confédération  | Pays                                         | Critère de qualification | Tête de série |
| -------------- | -------------------------------------------- | ------------------------ | ------------- |
| Asie           |                                              |                          |               |
| Chine          | Pays hôte, tenant du titre (Champion d'Asie) | 1                        |               |
| Corée du Sud   | Demi-finaliste des championnats d'Asie       | 3/4                      |               |
| Hong Kong      | 13e mondial, repêché                         |                          |               |
| Inde           | 9e mondial, repêché                          | 5/8                      |               |
| Indonésie      | 3e mondial                                   | 5/8                      |               |
| Japon          | Vice-champion d'Asie                         | 2                        |               |
| Malaisie       | 6e mondial                                   |                          |               |
| Taipei chinois | 7e mondial                                   | 5/8                      |               |
| Thaïlande      | Demi-finaliste des championnats d'Asie       | 3/4                      |               |
| Europe         |                                              |                          |               |
| Allemagne      | Demi-finaliste des championnats d'Europe     |                          |               |
| Bulgarie       | Vice-champion d'Europe                       |                          |               |
| Danemark       | Champion d'Europe                            | 5/8                      |               |
| Espagne        | Demi-finaliste des championnats d'Europe     |                          |               |
| Afrique        | Maurice                                      | Champion d'Afrique       |               |
| Amérique       | États-Unis                                   | Champion d'Amérique      |               |
| Océanie        | Australie                                    | Champion d'Océanie       |               |

## Format de la compétition
Les 16 nations participantes sont placées dans 4 poules de 4 équipes. Les 4 équipes s'affrontent sur 3 jours et les 2 premiers de chaque poule sont qualifiés pour les quarts de finale, stade à partir duquel les matches deviennent à élimination directe.
Chaque rencontre se joue en 5 matches : 3 simples et 2 doubles qui peuvent être joués dans n'importe quel ordre (accord entre les équipes).

## Phase de groupes
- Qualifié pour les quarts de finale

### Groupe A
| # | Équipe         | Points | J | G | P | M   | S   | P    |
| - | -------------- | ------ | - | - | - | --- | --- | ---- |
| 1 | Chine (1)      | 3      | 3 | 3 | 0 | +15 | +27 | +296 |
| 2 | Danemark (5/8) | 2      | 3 | 3 | 1 | -1  | -3  | -55  |
| 3 | Malaisie       | 1      | 3 | 1 | 2 | -5  | -7  | -71  |
| 4 | Espagne        | 0      | 3 | 0 | 3 | -9  | -17 | -170 |

### Groupe B
| # | Équipe               | Points | J | G | P | M   | S   | P    |
| - | -------------------- | ------ | - | - | - | --- | --- | ---- |
| 1 | Corée du Sud (3/4)   | 3      | 3 | 3 | 0 | +13 | +25 | +309 |
| 2 | Taipei chinois (5/8) | 2      | 3 | 2 | 1 | +7  | +14 | +193 |
| 3 | États-Unis           | 1      | 3 | 1 | 2 | -5  | -11 | -98  |
| 4 | Maurice              | 0      | 3 | 0 | 3 | -15 | -28 | -404 |

### Groupe C
| # | Équipe          | Points | J | G | P | M   | S   | P    |
| - | --------------- | ------ | - | - | - | --- | --- | ---- |
| 1 | Thaïlande (3-4) | 3      | 3 | 2 | 0 | +9  | +17 | +125 |
| 2 | Indonésie (5/8) | 2      | 3 | 2 | 1 | +5  | +11 | +95  |
| 3 | Hong Kong       | 1      | 3 | 1 | 2 | -3  | -8  | -84  |
| 4 | Bulgarie        | 0      | 3 | 0 | 3 | -11 | -20 | -136 |

### Groupe D
| # | Équipe     | Points | J | G | P | M   | S   | P    |
| - | ---------- | ------ | - | - | - | --- | --- | ---- |
| 1 | Japon (2)  | 3      | 3 | 3 | 0 | +11 | +19 | +229 |
| 2 | Inde (5/8) | 2      | 3 | 2 | 1 | +9  | +17 | +159 |
| 3 | Allemagne  | 1      | 3 | 1 | 2 | -7  | -14 | -157 |
| 4 | Australie  | 0      | 3 | 0 | 3 | -13 | -24 | -231 |

## Phase finale

### Tableau final
|  | Quarts de finale     | Quarts de finale     | Quarts de finale   | Quarts de finale   |                    |                    | Demi-finales | Demi-finales | Demi-finales | Demi-finales |  |  | Finale | Finale | Finale | Finale |
|  |                      |                      |                    |                    |                    |                    |              |              |              |              |  |  |        |        |        |        |
|  |                      |                      |                    |                    |                    |                    |              |              |              |              |  |  |        |        |        |        |
|  |                      |                      |                    |                    |                    |                    |              |              |              |              |  |  |        |        |        |        |
|  | Chine (1)            | Chine (1)            | 3                  | 3                  |                    |                    |              |              |              |              |  |  |        |        |        |        |
|  | Chine (1)            | Chine (1)            | 3                  | 3                  |                    |                    |              |              |              |              |  |  |        |        |        |        |
|  | Taipei chinois (5/8) | Taipei chinois (5/8) | 0                  | 0                  |                    |                    |              |              |              |              |  |  |        |        |        |        |
|  | Taipei chinois (5/8) | Taipei chinois (5/8) | 0                  | 0                  | Chine (1)          | Chine (1)          | 3            | 3            |              |              |  |  |        |        |        |        |
|  |                      |                      |                    |                    | Chine (1)          | Chine (1)          | 3            | 3            |              |              |  |  |        |        |        |        |
|  |                      |                      | Inde (5/8)         | Inde (5/8)         | 0                  | 0                  |              |              |              |              |  |  |        |        |        |        |
|  | Thaïlande (3/4)      | Thaïlande (3/4)      | Inde (5/8)         | Inde (5/8)         | 0                  | 0                  | 1            | 1            |              |              |  |  |        |        |        |        |
|  | Thaïlande (3/4)      | Thaïlande (3/4)      |                    |                    |                    |                    |              | 1            |              |              |  |  |        |        |        |        |
|  | Inde (5/8)           | Inde (5/8)           | 3                  | 3                  |                    |                    |              |              |              |              |  |  |        |        |        |        |
|  | Inde (5/8)           | Inde (5/8)           | 3                  | 3                  | Chine (1)          | Chine (1)          | 3            | 3            |              |              |  |  |        |        |        |        |
|  |                      |                      |                    |                    | Chine (1)          | Chine (1)          | 3            | 3            |              |              |  |  |        |        |        |        |
|  |                      |                      | Corée du Sud (3/4) | Corée du Sud (3/4) | 1                  | 1                  |              |              |              |              |  |  |        |        |        |        |
|  | Indonésie (5/8)      | Indonésie (5/8)      | Corée du Sud (3/4) | Corée du Sud (3/4) | 1                  | 1                  | 0            | 0            |              |              |  |  |        |        |        |        |
|  | Indonésie (5/8)      | Indonésie (5/8)      |                    |                    |                    |                    |              |              |              |              |  |  |        |        |        |        |
|  | Corée du Sud (3/4)   | Corée du Sud (3/4)   | 3                  | 3                  |                    |                    |              |              |              |              |  |  |        |        |        |        |
|  | Corée du Sud (3/4)   | Corée du Sud (3/4)   | 3                  | 3                  | Corée du Sud (3/4) | Corée du Sud (3/4) | 3            | 3            |              |              |  |  |        |        |        |        |
|  |                      |                      |                    |                    | Corée du Sud (3/4) | Corée du Sud (3/4) | 3            | 3            |              |              |  |  |        |        |        |        |
|  |                      |                      | Japon (2)          | Japon (2)          | 1                  | 1                  |              |              |              |              |  |  |        |        |        |        |
|  | Danemark (5/8)       | Danemark (5/8)       | Japon (2)          | Japon (2)          | 1                  | 1                  | 0            | 0            |              |              |  |  |        |        |        |        |
|  | Danemark (5/8)       | Danemark (5/8)       |                    |                    |                    |                    |              | 0            |              |              |  |  |        |        |        |        |
|  | Japon (2)            | Japon (2)            | 3                  | 3                  |                    |                    |              |              |              |              |  |  |        |        |        |        |
|  | Japon (2)            | Japon (2)            | 3                  | 3                  |                    |                    |              |              |              |              |  |  |        |        |        |        |
|  |                      |                      |                    |                    |                    |                    |              |              |              |              |  |  |        |        |        |        |